# Jędza

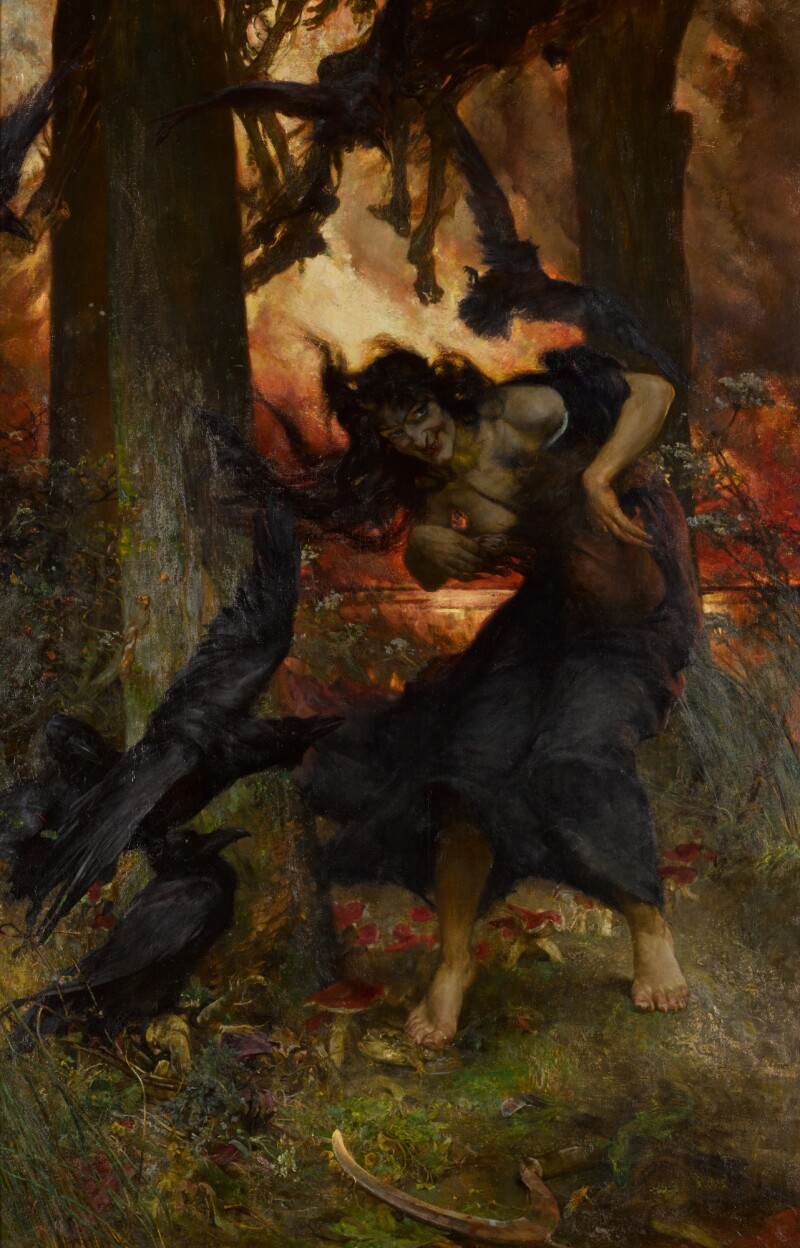
Wiedźma – olej na płótnie Edgara Bundy, 1896

Jędza, jęza, jęga, zła baba, jędza baba, jędzyna – demon starosłowiański, pierwotnie zła bogini, wyobrażająca chorobę i gniew, po chrystianizacji zdegradowana do miana gniewliwej, wychudzonej czarownicy, o charakterze strzygi, porywająca i pożerająca dzieci.
Była starą, wysoką, chudą, bardzo złą kobietą, zamieszkującą pustkowia. Wykradała matkom dzieci, zasadzała do klatek, wykarmiała, a następnie upieczone lub surowe pożerała.